# J. Hillis Miller
Joseph Hillis Miller Jr. (5 de marzo de 1928 - 7 de febrero de 2021) fue un crítico literario y profesor estadounidense que investigó sobre deconstrucción dentro del ámbito de la teoría de la literatura. Formó parte de la Escuela de Yale, junto con académicos como Paul de Man, Jacques Derrida y Geoffrey Hartman, quienes defendieron la deconstrucción como un medio mediante el que analizar la relación entre el texto literario y sus significados. A lo largo de su carrera, estuvo asociado con la Universidad Johns Hopkins, la Universidad de Yale y la Universidad de California, Irvine. Escribió más de 50 libros, donde comenta una gran variedad de textos literarios estadounidenses y británicos.

## Primeros años
Miller nació en Newport News, Virginia, el 5 de marzo de 1928. Fue hijo de Nell Martin (née Crizer) y J. Hillis Miller Sr. Su madre era ama de casa; su padre, ministro bautista y profesor de psicología en el College of William & Mary, sería nombrado como presidente de la Universidad de Florida .
Miller se graduó de Oberlin College (BA summa cum laude, en 1948) y cambió su especialización de Física a Inglés. Se mudó a Cambridge, Massachusetts, para comenzar su maestría en la Universidad de Harvard. Durante este tiempo, contrajo polio y perdió la capacidad de usar su mano derecha. Así, tuvo que terminar su tesina escribiendo con la mano izquierda. Completó su maestría en 1949 y su doctorado en 1952.

## Carrera
Miller comenzó su carrera como profesor de la Universidad Johns Hopkins, Baltimore, en 1953. Durante este tiempo, Miller estuvo fuertemente influenciado por Georges Poulet (crítico literario belga y profesor en la Johns Hopkins) y la Escuela de crítica literaria de Ginebra, que Miller caracterizó como "la conciencia de la conciencia del otro, la transposición del universo mental de un autor al espacio interior de la mente del crítico”. En aquellos años también conoció a Paul de Man, que era miembro de la facultad, y a Jacques Derrida, profesor invitado con quien permanecería en contacto.
En 1972, empezó a trabajar como profesor en la Universidad de Yale, donde enseñó durante catorce años. Allí colaboró con destacados críticos literarios, como Paul de Man y Geoffrey Hartman, en lo que se dio en llamar "la Escuela de deconstrucción de Yale". En líneas generales, estos autores se opusieron a las influyentes teorías de Harold Bloom, también de Yale .
En ese momento, Miller se había convertido en un importante estudioso de las humanidades, especializado en literatura victoriana y modernista inglesa, con un gran interés en la ética de la lectura y la lectura como acto cultural. Por aquel entonces supervisaba al menos 14 tesis doctorales sobre estos temas.
En 1986, Miller dejó Yale para trabajar en la Universidad de California Irvine, donde más tarde fue seguido por su colega de Yale, Jacques Derrida. Ese mismo año ejerció de presidente de la Modern Language Association, que le otorgaría un premio a la trayectoria en 2005. En 2004, fue elegido miembro de la Sociedad Filosófica Estadounidense . Tanto en Yale como en la UC Irvine, Miller fue mentor de toda una generación de críticos literarios estadounidenses, incluida la destacada teórica queer Eve Kosofsky Sedgwick . Fue Profesor Distinguido de Investigación en Inglés y Literatura Comparada en la Universidad de California Irvine hasta 2001.
Tras su jubilación, escribió más de 15 libros y muchos artículos en revistas. También continuó pronunciando conferencias, formando parte de comités y supervisando tesis doctorales en UC Irvine, la Universidad de California en Berkeley y la Universidad de Queensland.

### Su papel como deconstructivista
Miller colaboró con un grupo de académicos que incluían a Paul de Man, Jacques Derrida y Geoffrey Hartman, en lo que se denominó como la Escuela de Yale. La teoría abogada por esta Escuela, la deconstrucción, había sido propuesta en Europa por Derrida y, más tarde, por De Man; posteriormente se introdujo en la crítica estadounidense. Sus ideas y técnicas fueron aplicadas a una amplia variedad de obras estadounidenses y británicas, tanto en prosa como en poesía y teatro.
Miller definió el movimiento como la búsqueda de "el hilo en el texto en cuestión que lo desentrañará todo". Defendía que todo texto presenta múltiples capas, tanto en su superficie como en el subtexto profundo:
Por un lado, la "lectura obvia y unívoca" contiene siempre la "lectura deconstructivista", como un parásito encriptado en sí mismo como parte de sí mismo. Por otro lado, la lectura "deconstructivista" no puede en modo alguno liberarse de la lectura metafísica que pretende impugnar.
El ensayo "The Critic as Host", de Miller, podría verse como una respuesta al artículo "The Deconstructive Angel", de M. H. Abrams. Abrams había presentado su texto en una sesión de la Modern Language Association en diciembre de 1976, criticando la deconstrucción y los métodos de Miller. Miller leyó su artículo justo después en la misma sesión. Argumentó que los textos que carecían de un objetivo externo o que no proporcionaban un significado directo deberían ser entendidos no como una "prisión del lenguaje", sino, más bien, como un "lugar de alegría" donde los críticos tenían la libertad de asociarse y proporcionan varias posibilidades que, en algún momento, guiaran hacia el significado.
El movimiento deconstructivista continuó ganando popularidad durante los siguientes años. Miller también es conocido por su labor divulgativa: convirtió la deconstrucción en un tema más accesible con artículos en revistas como Newsweek y The New York Times Magazine.
Además, fue un defensor del movimiento a fines de la década de los ochenta, cuando el campo estaba perdiendo parte de su renombre.

## Vida personal
Miller se casó con Dorothy James en 1949, y permaneció casado hasta su muerte en enero de 2021. La pareja tuvo dos hijas y un hijo. Miller murió el 7 de febrero de 2021, con 92 años, un mes después de la muerte de Dorothy, en su casa de Sedgwick, Maine.

## Libros (selección)
- (1958) Charles Dickens: The World of His Novels
- (1982) Fiction and Repetition: Seven English Novels
- (1991) Theory Now and Then
- (2001) Speech Acts in Literature

### Documental
- Primera navegación: J Hillis Miller – Película documental de Dragan Kujundžić

- Datos: Q4132725
- Multimedia: J. Hillis Miller / Q4132725